# Notommata longina
Notommata longina är en hjuldjursart som beskrevs av Pourriot 1995. Notommata longina ingår i släktet Notommata och familjen Notommatidae. Inga underarter finns listade i Catalogue of Life.